# Industry Giant II
Industry Giant II è un videogioco di tipo gestionale, ambientato dopo la rivoluzione industriale in cui si devono costruire fabbriche e depositi controllando la produzione delle risorse e delle merci insieme al loro trasporto, sviluppato da JoWooD Productions Software e distribuito nell'anno 2002.
Esiste anche un'espansione con il titolo Industry Giant II: 1980-2020 pubblicato nel 2003.
Questo videogioco è il seguito di Industry Giant distribuito nell'anno 1998 e sviluppato anch'esso dalla stessa casa.

## Modalità di gioco
È presente una modalità campagna (con missioni in sequenza) per il gioco in singolo ed un tutorial; inoltre si hanno a disposizione mappe e scenari utilizzabili sia per il multiplayer in LAN o tramite Internet, che in singolo contro il computer.

### Espansione
Nell'espansione Industry Giant II: 1980-2020 sono state aggiunte tre campagne con in totale circa 20 missioni in serie per il gioco in singolo, sono fornite altre 30 mappe e poi alcuni grandi scenari per la modalità multigiocatore; inoltre si ha a disposizione come applicazione indipendente un completo editor di mappe e scenari riutilizzabili nel gioco.